# Gandhinagar (Kolhapur)
Gandhinagar es una ciudad censal situada en el distrito de Kolhapur en el estado de Maharashtra (India). Su población es de 12601 habitantes (2011). 

## Demografía
Según el censo de 2011 la población de Gandhinagar era de 12601 habitantes, de los cuales 6572 eran hombres y 6029 eran mujeres. Gandhinagar tiene una tasa media de alfabetización del 91,91%, superior a la media estatal del 82,34%: la alfabetización masculina es del 94,04%, y la alfabetización femenina del 89,59%.